# Merck-Saint-Liévin
Merck-Saint-Liévin (ndl.: Sint-Lievens-Merk) ist eine französische Gemeinde mit 680 Einwohnern (Stand: 1. Januar 2022) im Département Pas-de-Calais in der Region Hauts-de-France. Sie gehört zum Arrondissement Saint-Omer und zum Kanton Fruges (bis 2015: Kanton Fauquembergues). 

## Geographie
Merck-Saint-Liévin liegt etwa 17 Kilometer südsüdwestlich von Saint-Omer am Aa. Umgeben wird Merck-Saint-Liévin von den Nachbargemeinden Wismes im Norden und Nordwesten, Wavrans-sur-l’Aa im Norden, Ouve-Wirquin im Nordosten, Avroult im Osten, Saint-Martin-d’Hardinghem im Süden sowie Thiembronne im Westen und Südwesten.

## Einwohnerentwicklung
| 1962                      | 1968 | 1975 | 1982 | 1990 | 1999 | 2006 | 2013 |
| ------------------------- | ---- | ---- | ---- | ---- | ---- | ---- | ---- |
| 535                       | 550  | 547  | 514  | 517  | 507  | 569  | 635  |
| Quelle: Cassini und INSEE |      |      |      |      |      |      |      |

## Sehenswürdigkeiten
- Kirche Saint-Omer aus dem 17. Jahrhundert, Monument historique seit 1930
- Portal des Friedhofs, Monument historique

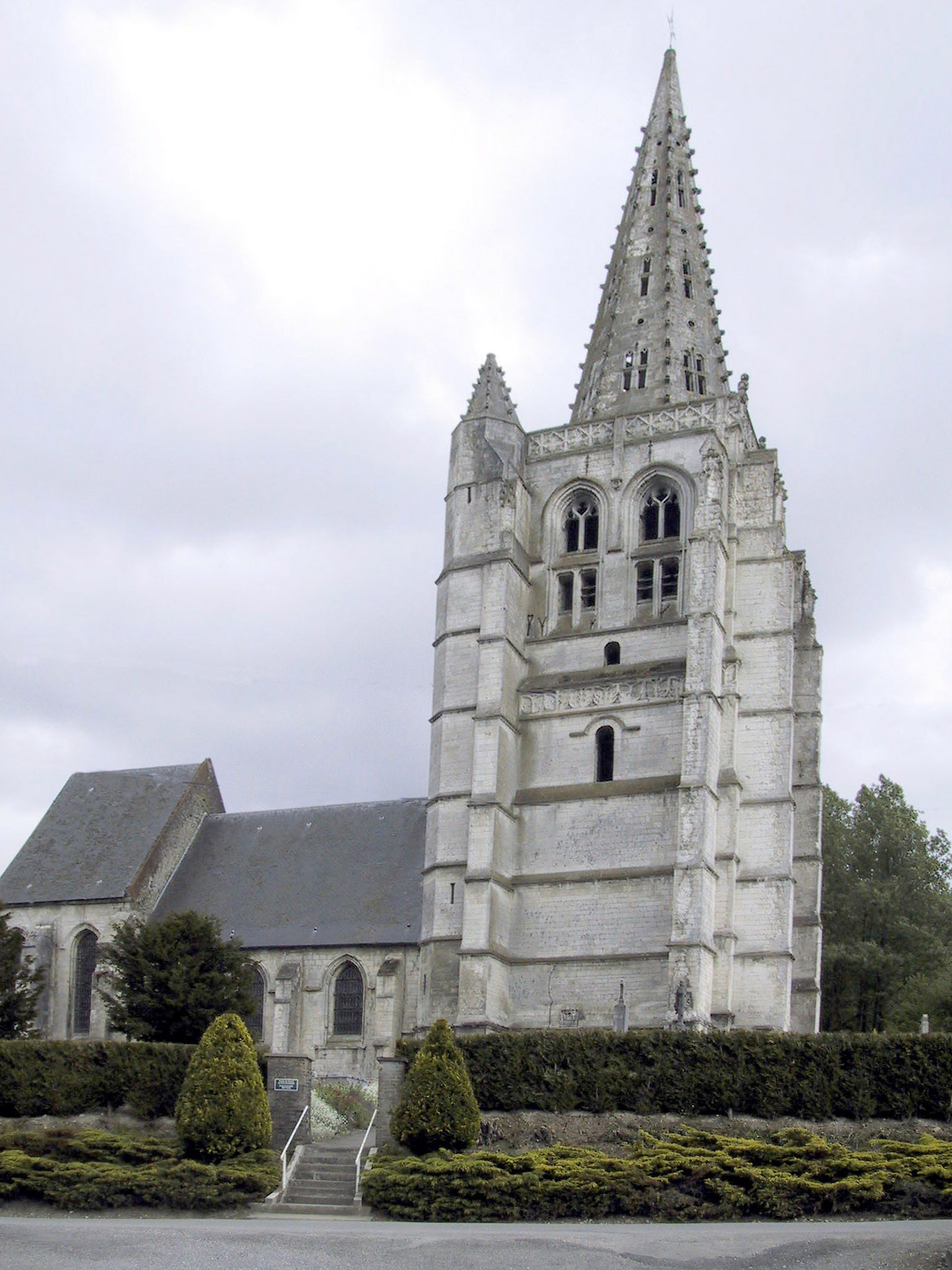
Kirche Saint-Omer

- Mühle aus dem 18. Jahrhundert